# Drepanopus bungei
Drepanopus bungei is een eenoogkreeftjessoort uit de familie van de Clausocalanidae. De wetenschappelijke naam van de soort werd in 1898 voor het eerst geldig gepubliceerd door Georg Ossian Sars.